# Калиновское сельское поселение (Воронежская область)
Калиновское сельское поселение — муниципальное образование в Грибановском районе Воронежской области.
Административный центр — село Калиново.

## Административное деление
Состав поселения:
- село Калиново,
- посёлок Бирючий,
- село Дмитриевка,
- посёлок Савельевский.